# Puerto Peñasco
Puerto Peñasco là một đô thị thuộc bang Sonora, México. Năm 2005, dân số của đô thị này là 44875 người.

## Khí hậu
| Dữ liệu khí hậu của Puerto Peñasco (1951-2010) | Dữ liệu khí hậu của Puerto Peñasco (1951-2010) | Dữ liệu khí hậu của Puerto Peñasco (1951-2010) | Dữ liệu khí hậu của Puerto Peñasco (1951-2010) | Dữ liệu khí hậu của Puerto Peñasco (1951-2010) | Dữ liệu khí hậu của Puerto Peñasco (1951-2010) | Dữ liệu khí hậu của Puerto Peñasco (1951-2010) | Dữ liệu khí hậu của Puerto Peñasco (1951-2010) | Dữ liệu khí hậu của Puerto Peñasco (1951-2010) | Dữ liệu khí hậu của Puerto Peñasco (1951-2010) | Dữ liệu khí hậu của Puerto Peñasco (1951-2010) | Dữ liệu khí hậu của Puerto Peñasco (1951-2010) | Dữ liệu khí hậu của Puerto Peñasco (1951-2010) | Dữ liệu khí hậu của Puerto Peñasco (1951-2010) |
| Tháng                                          | 1                                              | 2                                              | 3                                              | 4                                              | 5                                              | 6                                              | 7                                              | 8                                              | 9                                              | 10                                             | 11                                             | 12                                             | Năm                                            |
| ---------------------------------------------- | ---------------------------------------------- | ---------------------------------------------- | ---------------------------------------------- | ---------------------------------------------- | ---------------------------------------------- | ---------------------------------------------- | ---------------------------------------------- | ---------------------------------------------- | ---------------------------------------------- | ---------------------------------------------- | ---------------------------------------------- | ---------------------------------------------- | ---------------------------------------------- |
| Cao kỉ lục °C (°F)                             | 44.0 (111.2)                                   | 44.0 (111.2)                                   | 44.0 (111.2)                                   | 43.0 (109.4)                                   | 43.0 (109.4)                                   | 43.0 (109.4)                                   | 43.0 (109.4)                                   | 44.5 (112.1)                                   | 43.0 (109.4)                                   | 40.0 (104.0)                                   | 39.5 (103.1)                                   | 39.5 (103.1)                                   | 44.5 (112.1)                                   |
| Trung bình ngày tối đa °C (°F)                 | 21.4 (70.5)                                    | 22.6 (72.7)                                    | 25.0 (77.0)                                    | 27.5 (81.5)                                    | 30.4 (86.7)                                    | 33.0 (91.4)                                    | 35.2 (95.4)                                    | 35.9 (96.6)                                    | 35.4 (95.7)                                    | 31.2 (88.2)                                    | 26.1 (79.0)                                    | 23.5 (74.3)                                    | 28.9 (84.0)                                    |
| Trung bình ngày °C (°F)                        | 14.5 (58.1)                                    | 15.9 (60.6)                                    | 18.0 (64.4)                                    | 20.4 (68.7)                                    | 23.6 (74.5)                                    | 26.6 (79.9)                                    | 29.4 (84.9)                                    | 29.8 (85.6)                                    | 28.9 (84.0)                                    | 24.1 (75.4)                                    | 18.9 (66.0)                                    | 15.5 (59.9)                                    | 22.1 (71.8)                                    |
| Tối thiểu trung bình ngày °C (°F)              | 7.7 (45.9)                                     | 9.2 (48.6)                                     | 11.0 (51.8)                                    | 13.3 (55.9)                                    | 16.7 (62.1)                                    | 20.1 (68.2)                                    | 23.6 (74.5)                                    | 23.6 (74.5)                                    | 22.4 (72.3)                                    | 17.0 (62.6)                                    | 11.6 (52.9)                                    | 7.5 (45.5)                                     | 15.3 (59.5)                                    |
| Thấp kỉ lục °C (°F)                            | −8.0 (17.6)                                    | −2.0 (28.4)                                    | −2.0 (28.4)                                    | 2.0 (35.6)                                     | 4.0 (39.2)                                     | 6.0 (42.8)                                     | 8.0 (46.4)                                     | 8.0 (46.4)                                     | 8.0 (46.4)                                     | 2.0 (35.6)                                     | 0.2 (32.4)                                     | −6.0 (21.2)                                    | −8.0 (17.6)                                    |
| Lượng Giáng thủy trung bình mm (inches)        | 7.9 (0.31)                                     | 7.3 (0.29)                                     | 6.4 (0.25)                                     | 2.4 (0.09)                                     | 0.5 (0.02)                                     | 0.6 (0.02)                                     | 3.4 (0.13)                                     | 9.8 (0.39)                                     | 14.1 (0.56)                                    | 16.4 (0.65)                                    | 5.2 (0.20)                                     | 14.1 (0.56)                                    | 88.1 (3.47)                                    |
| Số ngày giáng thủy trung bình (≥ 0.1 mm)       | 1.1                                            | 1.1                                            | 1.0                                            | 0.5                                            | 0.1                                            | 0.2                                            | 0.8                                            | 0.7                                            | 0.8                                            | 1.4                                            | 0.8                                            | 1.6                                            | 10.1                                           |
| Độ ẩm tương đối trung bình (%)                 | 61                                             | 67                                             | 62                                             | 61                                             | 60                                             | 62                                             | 70                                             | 65                                             | 63                                             | 58                                             | 57                                             | 73                                             | 63                                             |
| Nguồn: Servicio Meteorológico Nacional         |                                                |                                                |                                                |                                                |                                                |                                                |                                                |                                                |                                                |                                                |                                                |                                                |                                                |